# Hemioplisis flavibasis
Hemioplisis flavibasis är en fjärilsart som beskrevs av W. Warren 1907. Hemioplisis flavibasis ingår i släktet Hemioplisis och familjen mätare. Inga underarter finns listade i Catalogue of Life.